# Mareca marecula
Il fischione dell'isola di Amsterdam (Mareca marecula (Olson & Jouventin, 1996)) è un uccello estinto della famiglia degli Anatidi. Era endemico dei Territori Francesi Meridionali.